# 马库斯·罗特
马库斯·罗特（挪威語：Markus Rooth，2001年12月22日—），挪威男子田径运动员，2021年欧洲U23田径锦标赛男子十项全能铜牌得主、2023年欧洲U23田径锦标赛男子十项全能金牌得主、2024年夏季奥林匹克运动会男子十项全能金牌得主。